# Пичан (уезд)
Уезд Пичан (уйг. پىچان ناھىيىسى‎, Pichan Nahiyisi) или уезд Шаньшань (кит. упр. 鄯善县, пиньинь Shànshàn Xiàn) — уезд городского округа Турфан Синьцзян-Уйгурского автономного района КНР.

## История
В древности в этих местах находилось царство Шаньшань. В VII веке империя Тан завоевала Западный край, и в этих местах были образованы уезды Лючжун (柳中县) и Пучан (蒲昌县). В IX веке эти земли попали под власть Уйгурского идыкутства, потом вошли в состав монгольской империи Юань. При империях Мин и Цин эти места называли «Лючэнь» или «Лучэн».
В 1902 году был образован уезд Шаньшань, получивший название в честь древнего царства.

## Административное деление
Уезд делится на 5 посёлков, 4 волости и 1 национальную волость.

## Экономика
В Шаньшане расположен завод по производству сжиженного природного газа Guanghui Group.

## Транспорт
Через уезд проходят трасса Годао 312 и Ланьсиньская железная дорога.

## Достопримечательности
- Историческая деревня Туюйгоу[2]